# 瑞安·西克雷斯特
瑞安·西克雷斯特（英語：Ryan Seacrest；1974年12月24日—），美國電視名人及節目主持，他是美國歌唱電視節目《美國偶像》的主持人。

## 早年生活
在瑞安年輕的時候，他知道自己有主持方面的天分，夢想長大後成為一位唱片騎師。高中時他是學校的早會主持人。

## 美國偶像
《美國偶像》是瑞安事業的一個大轉捩點。2002年，瑞安和喜劇演員Brian Dunkleman共同擔任第一季《美國偶像》的主持人。第二年，Brian Dunkleman離開了《美國偶像》，瑞安正式擔正任《美國偶像》主持。隨著《美國偶像》每一季比每一季得到好收視，瑞安的知名度也增加不少。瑞安以惹笑的方式主持《美國偶像》，吸引不少人支持。

## 個人生活
瑞安的身高常常引來不少的爭議，他在主持《美國偶像》時因為身高常被人作玩笑的對象。
2006年4月，有傳媒拍到瑞安與《慾望師奶》女星泰瑞·海契於加州马利布海滩温情漫步並親吻。事後泰瑞·海契宣稱自己仍是單身。

## 外部連結
- 官方網站 （页面存档备份，存于）